# Kleiberg

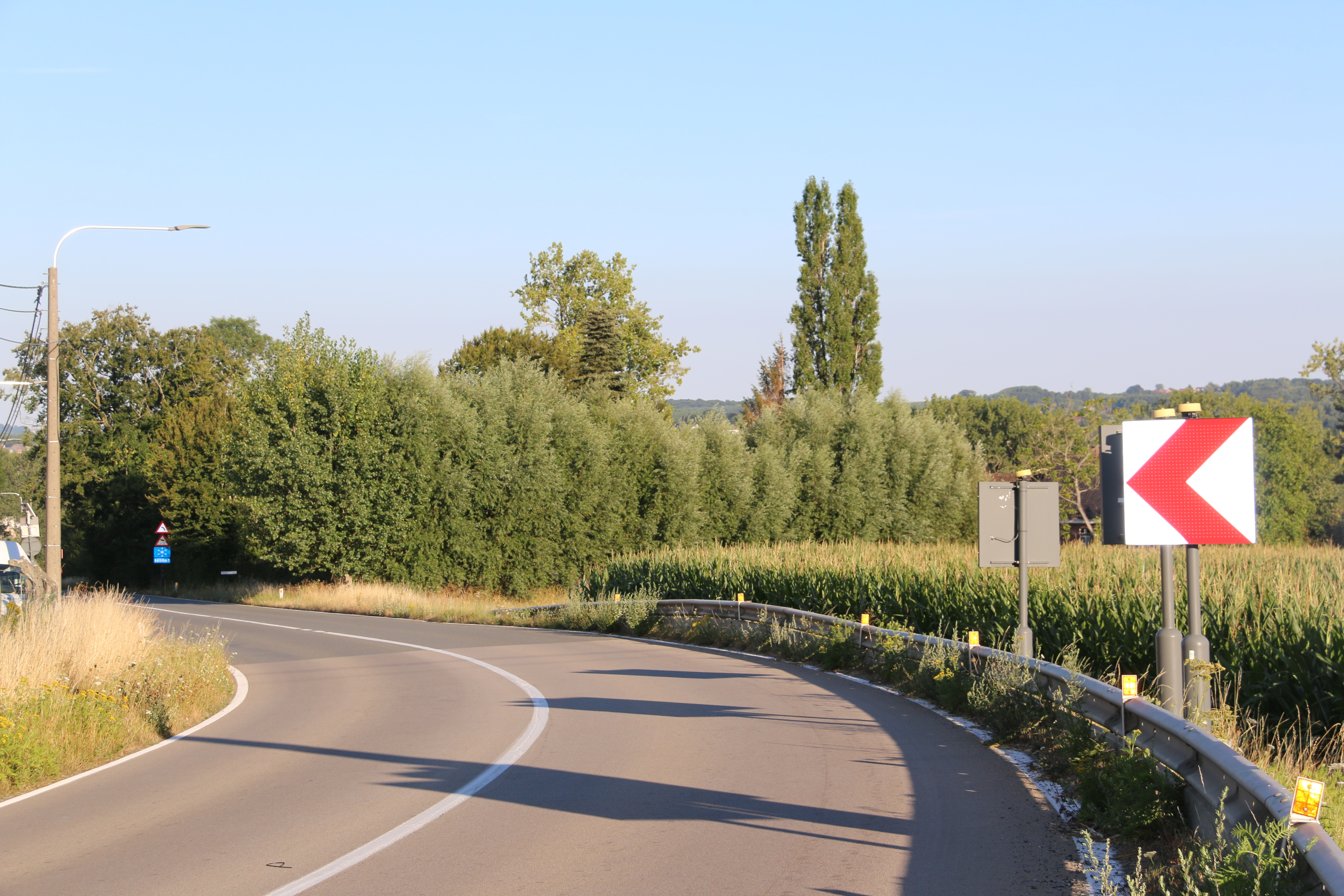

De Kleiberg is een heuvel in de Vlaamse Ardennen gelegen in Brakel op de N8.

## Wielrennen
De helling is bekend uit de Omloop Het Volk. Ze werd daarin opgenomen in 1991-1994 en in 2004 en 2005. De editie van 2004 werd echter afgelast wegens sneeuwval, zodoende is ze enkel in 1991 tot en met 1994 en in 2005 daadwerkelijk beklommen.
In de Ronde van Vlaanderen werd de helling vaker afgedaald na de beklimming van de Valkenberg.